# Crèvecoeur (militair oefenterrein)

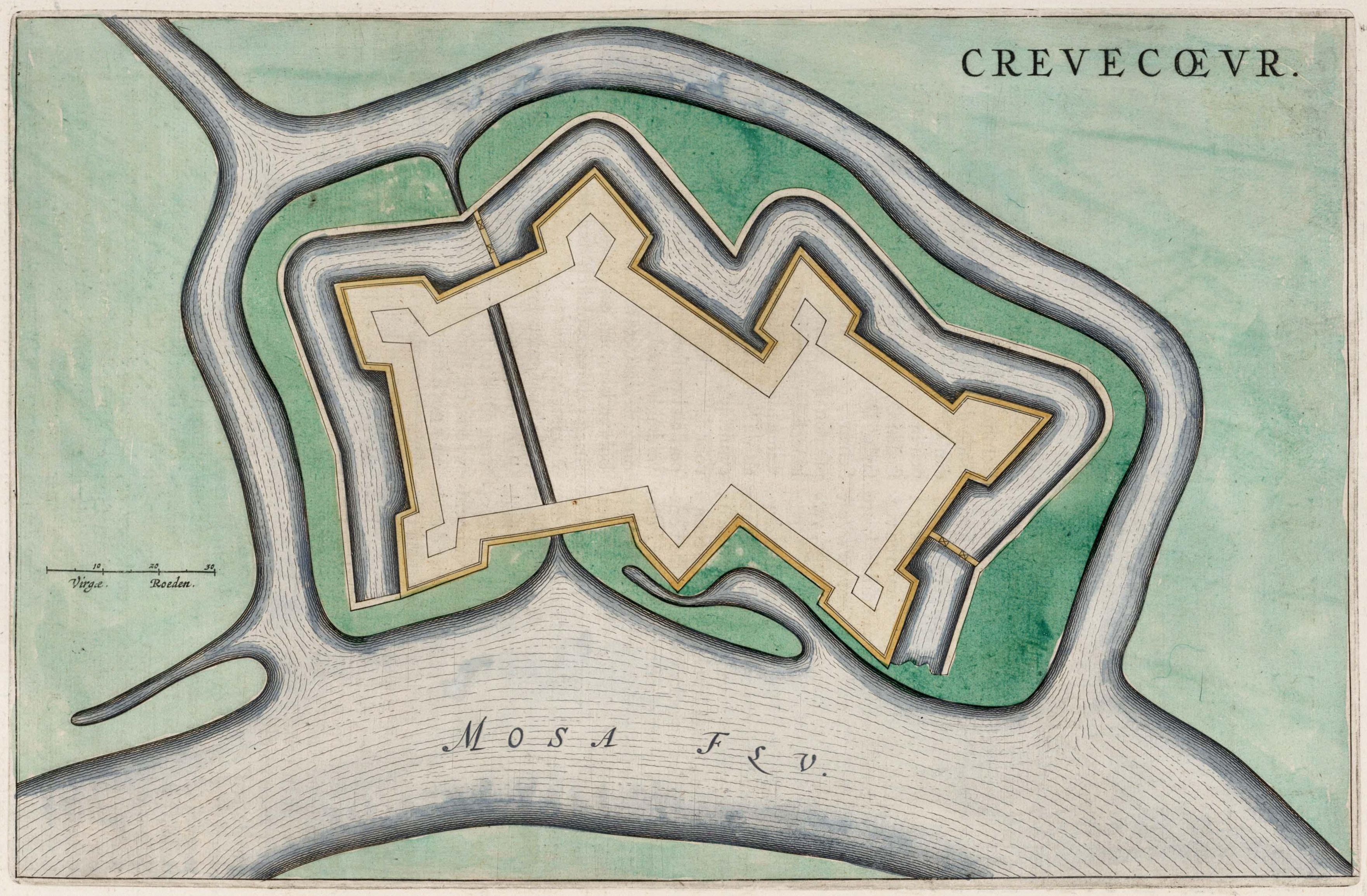
De schans Crèvecoeur uit de Atlas van Loon, 1649.

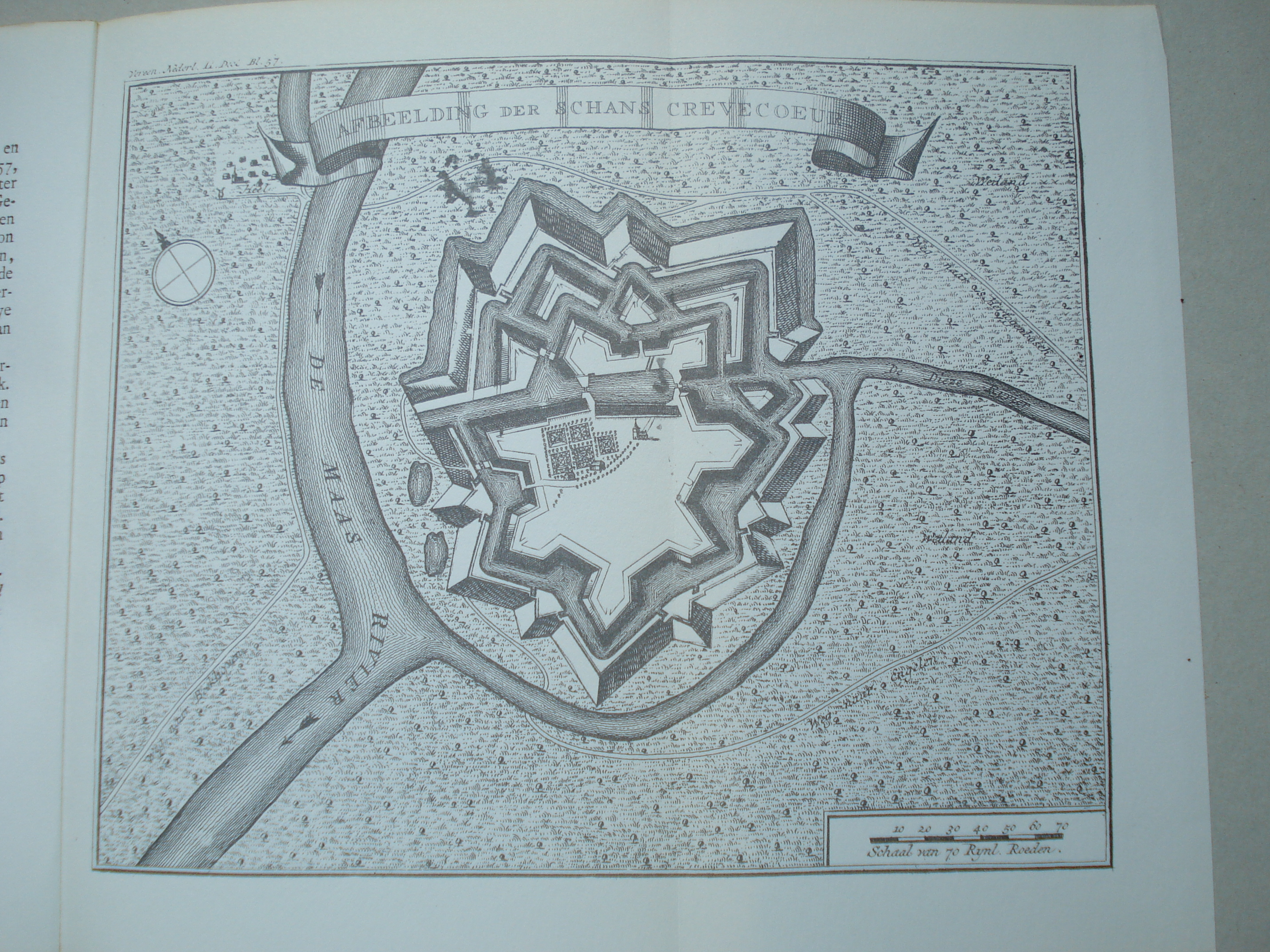
Schans Crèvecoeur, ca. 1740

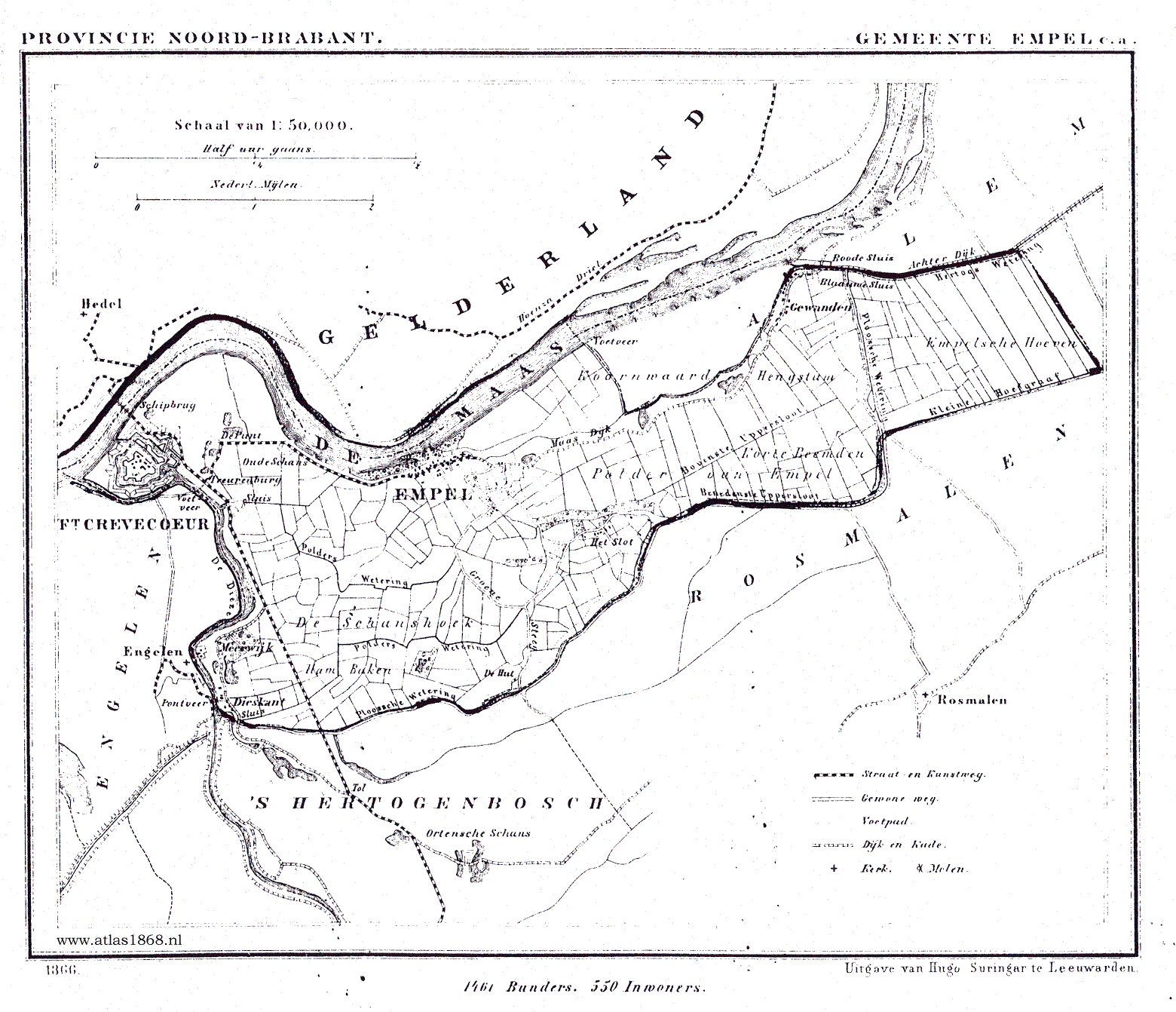
Kaart van de gemeente Empel en Meerwijk met aan de linkerkant Fort Crèvecoeur, 1866.

Crèvecoeur of Crève-coeur is een militair oefenterrein  in de Nederlandse gemeente 's-Hertogenbosch (tot 1971 gemeente Empel en Meerwijk).

## Fort Crèvecoeur

### Tachtigjarige Oorlog
Het gebied was vroeger een fort: Fort Crèvecoeur dat in 1587 in de Tachtigjarige Oorlog als (eerst nog naamloze) schans gesticht was door het Staatse leger onder Filips van Hohenlohe om de scheepvaart op de Dieze te controleren. Hoewel het in de vorm van een gehucht terug te vinden is op oude kaarten, is het dat niet geweest, ook al was er een kerk.
Op kaarten staat vaak: Fort Crèvecoeur, de plek is enkel te herkennen aan de aldaar gelegen stuw Crèvecoeur. Het lag op de plek waar de Dieze in de Maas uitmondt en belemmerde dus de scheepvaart vanuit 's-Hertogenbosch naar het noorden. Vandaar volgens het Aardrijkskundig Woordenboek van A.J. van der Aa in 1841 de naam: "Fort Hartepijn". Een ander verhaal wil dat de naam verwijst naar het feit dat de Spaanse bevelhebber Claude van Barlaymont, Heer van Hautepenne, hier in juli 1587 dodelijk in het hart getroffen werd. Dit is onwaarschijnlijk omdat crève-coeur een meer algemene naam was voor vestingwerken die nabijgelegen vijandelijke steden schade moesten toebrengen door ze in een permanente staat van beleg te laten verkeren.
In de jaren 1589-1590 wisselde de locatie meermalen van bezitter om ten slotte in Staatse handen te blijven, ondanks een poging tot overrompeling door graaf Peter Ernst I van Mansfeld in 1593. Dat veranderde in 1599 toen de Spanjaarden de schans veroverden en er een echt fort aanlegden. Op 14 maart 1600 wist Maurits van Oranje de Waalse bezetting van dit fort (zo'n honderd man sterk) en van Fort Sint-Andries, die maandenlang geen soldij had ontvangen, met 125.000 guldens te bewegen de Staatse zijde te kiezen. Maurits liet het fort met zeven bolwerken uitbreiden; in 1601 en 1603 diende het als uitvalsbasis voor vergeefse aanvallen op 's-Hertogenbosch. Pas vanaf dit moment duikt de naam Crève-coeur op.
Het fort had na de verovering van 's-Hertogenbosch in 1629, toen het als aanvoerhaven diende voor de belegeraars, als functie de verdediging van de stad vanuit het noorden.

### Hollandse Oorlog
Tijdens de Hollandse Oorlog gaf het fort, dat in een nogal verwaarloosde toestand verkeerde, zich op 19 juli 1672 na zeven dagen beleg over aan de Franse troepen onder Henri Turenne; de stad 's-Hertogenbosch hield echter stand. In 1673 trokken de Fransen zich terug en bliezen bij hun aftocht het fort op met vijfhonderd pond buskruit. De Staten-Generaal, overwegende dat het werk in de toekomst eerder een bedreiging dan een hulp voor de stad zou betekenen, bevalen het helemaal te slechten. Dat gebeurde in 1674: boeren werden uit de hele Meierij van 's-Hertogenbosch opgeroepen om dit werk te verrichten, waartoe slechts weinigen bereid waren omdat het op het grondgebied lag van het Graafschap Holland en de reisduur erg lang was; uit vrees voor boetes deed men het uiteindelijk toch.

### Uitbreiding
In 1701 besloot men echter dat op deze plaats een fort toch noodzakelijk was ter regulering van de inundaties en men liet een plan ontwerpen door Menno van Coehoorn. Door de hoge kosten en verzet van verschillende landeigenaars duurt het tot 1735 tot het werk in verkleinde vorm klaar is. Het fort had zeven bastions met tegen de klok in de namen Empel, Heel (Hedel), Maase, Boeckhoven (Bokhoven), Henriëtte, Engelen en Dies. Alleen het kerkje is nog van het oude fort van voor 1674 over. In 1746 komt de schutsluis van de Dieze die door het fort loopt, klaar. Na de Franse inval van 1747 wordt het fort niet meer onderhouden; op 27 september 1794 werd het na een korte belegering aan de Franse troepen onder Jean-Charles Pichegru overgegeven; op 14 december 1813 gaf de Franse bezetting zich over aan de geallieerden. Ook in de Franse Tijd wordt het verwaarloosd, zodat in 1815 een geheel nieuw plan ter volledige renovatie wordt opgesteld. Door geldgebrek wordt dit echter niet uitgevoerd. In 1842 vindt hoognodig onderhoud plaats; na de afscheiding van België wordt 's-Hertogenbosch de uitvalsbasis van het Zuidelijke Veldleger zodat meer geld vrijkomt voor de fortificaties.

### Renovatie
Van 1858 tot 1860 werd het fort volledig gerenoveerd voor een bedrag van 55.500 guldens. In 1870 werd het opnieuw versterkt vanwege de dreiging die van de Frans-Duitse Oorlog uitging. In 1874 werden er twee oostelijker batterijen opgeworpen omdat de spoordijk van de nieuwe Spoorlijn Utrecht – Boxtel daar het schootsveld belemmerde. In 1890 werd het Diezekanaal geopend, zodat het vermogen het waterpeil vanuit het fort alleen te beheersen sterk beperkt werd. Op 28 mei 1926 werd bij Koninklijk Besluit de status van vesting opgeheven. In 1937 werden de twee oostelijke bastions en de oostelijke gracht vergraven ten behoeve van de rijksweg 's-Hertogenbosch - Hedel. Dat jaar werd ook de Hedelse brug in gebruik genomen.

### Tweede Wereldoorlog
In mei 1940 is er de 159e Batterij van de 9e Compagnie-Mitrailleurs opgesteld, een luchtafweereenheid. In 1940 werd onder de Duitsers het bastion Hedel afgegraven toen een pontonbrug werd aangelegd na het opblazen van de verkeersbrug. De Duitsers plaatsen in 1944 luchtafweerbatterijen; pas op 8 december 1944 wordt het fort, dan een Duits bruggenhoofd over de Maas, door de Canadezen veroverd.

## Oefenterrein

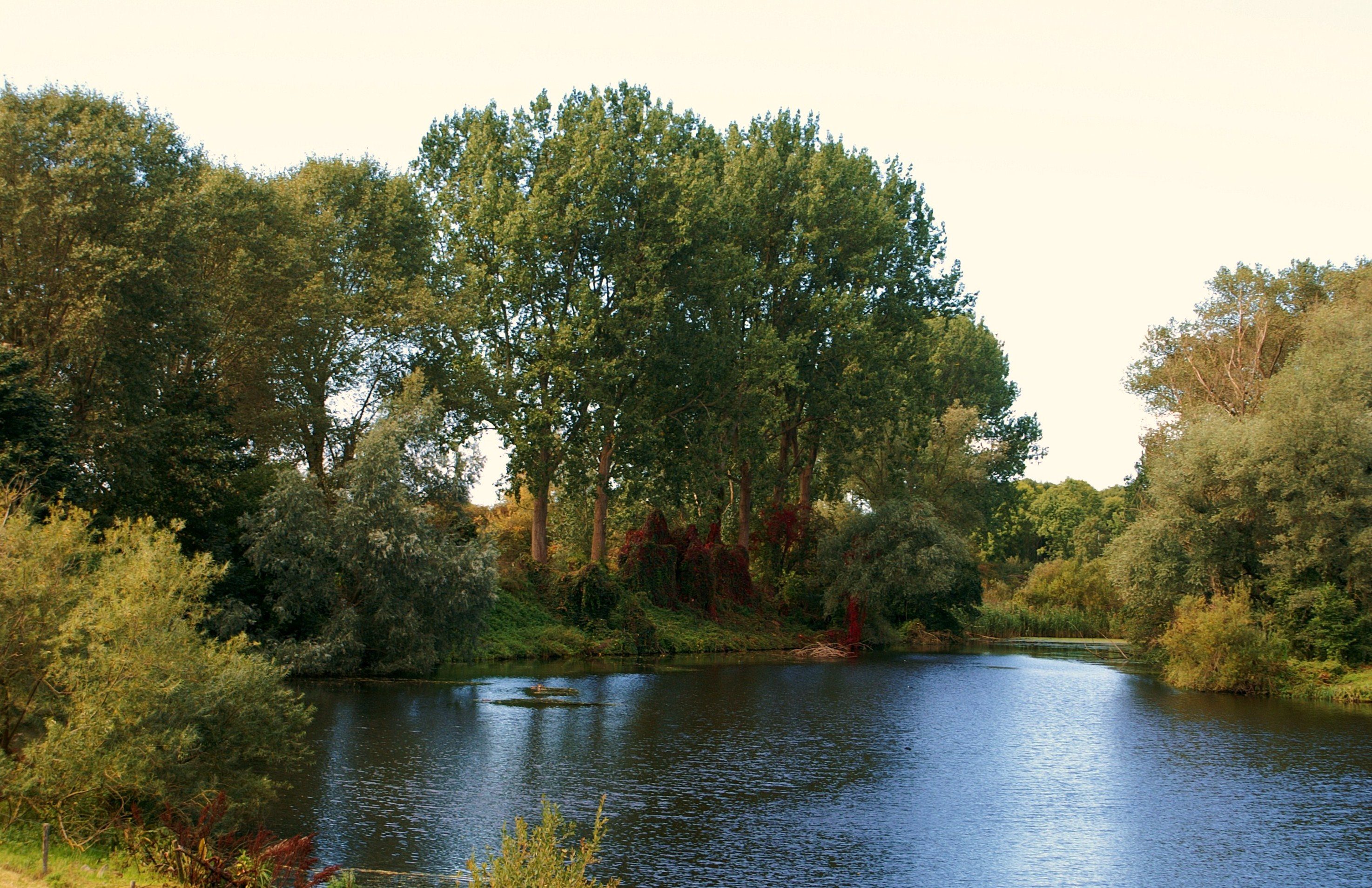
Crevecoeur

Na de Tweede Wereldoorlog wordt het fort als militair oefenterrein gebruikt door de Genie. Het kanaal en de sluis werden gedempt en ontmanteld. Het heeft een haventje aan de Maas – het restant van het kanaal – en een apart haventje aan de overkant van de voormalige rijksweg 's-Hertogenbosch - Hedel. Tijdens de Koude Oorlog was de Maasoever van het fort zo ingericht dat er snel een pontonbrug geslagen kon worden indien de verkeersbrug bij Hedel door de vijand vernield zou worden. Om beschutting tegen luchtwaarneming te bieden voor de lange rijen transportvoertuigen, die dan zouden wachten tot ze de noodbrug konden gebruiken, liet men het terrein zo veel mogelijk verwilderen, zodat er uiteindelijk een waar woud aan bomen en struiken ontstond. In het begin van de jaren negentig zijn die grotendeels gerooid; het binnenterrein is nu een overwegend kale vlakte. Er zijn plannen voor een complete restauratie.

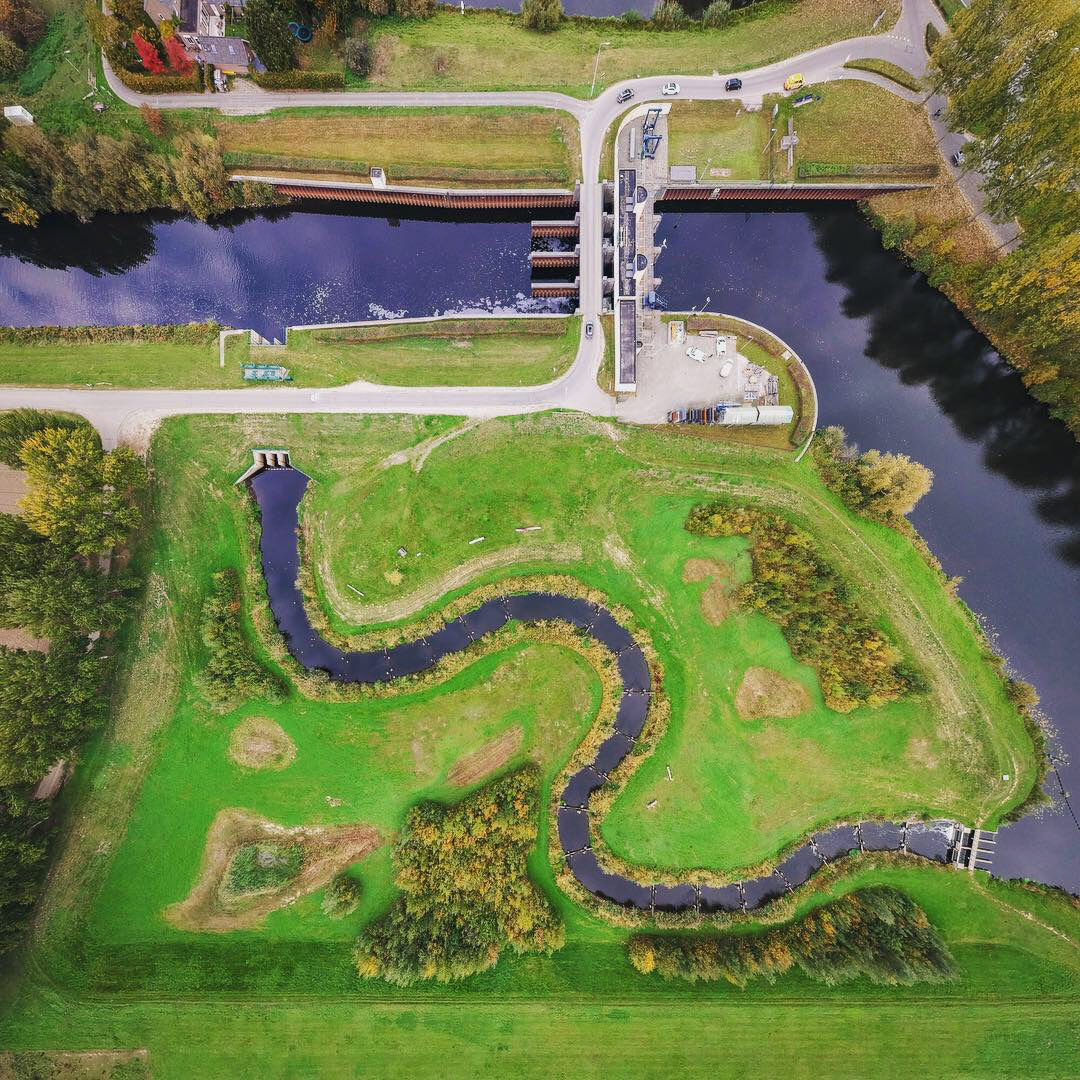
Stuw

De Dieze stroomde vroeger recht door het fort; De uitgediepte en hergraven zuidelijke gracht wordt als Diezebedding gebruikt. Hierin bevindt zich een stuw die de afwatering van het grootste deel van het oosten van Noord-Brabant reguleert.